# ダーウィニルス・セダリシ
ダーウィニルス・セダリシ(Darwinilus sedarisi)は、ハネカクシの仲間の昆虫で、ダーウィニルス属(Darwinilus)の唯一の種である。アルゼンチンで発見され、チャールズ・ダーウィンとデイビッド・セダリスの名前に因んで命名された。この種は、ダーウィンが1832年にビーグル号での航海中に採集したが、2014年になるまで、新種として公式に命名されなかった。